# Oreopanax cuspidatus
Oreopanax cuspidatus är en araliaväxtart som beskrevs av Hermann Harms. Oreopanax cuspidatus ingår i släktet Oreopanax och familjen Araliaceae. Inga underarter finns listade.